# Liste der Hildesheimer Domprediger
Am Hildesheimer Dom wurde erstmals 1540 eine Stelle des Dompredigers gestiftet. Als Domprediger waren in Hildesheim tätig:
| Name                        | von              | bis                                                               |  |
| --------------------------- | ---------------- | ----------------------------------------------------------------- |  |
| Heinrich Wynich (Winnichen) | um 1586          |                                                                   |  |
|                             |                  |                                                                   |  |
| Winand Hesselmann SJ        | um 1717, um 1730 |                                                                   |  |
| P. Isverding SJ             | um 1745/46       |                                                                   |  |
|                             |                  |                                                                   |  |
| Daniel Wilhelm Sommerwerck  | 1854             | ? (1863 Generalvikar, 1871 Bischof von Hildesheim)                |  |
|                             |                  |                                                                   |  |
| Joseph Ernst                | 1901             | ? (1906 Regens des Priesterseminars, 1915 Bischof von Hildesheim) |  |
|                             |                  |                                                                   |  |
| Christoph Hackethal         | ? (um 1930)      | ? (1934 Pfarrer in Bündheim)                                      |  |